# جرنية العاصي
 الجرنية قرية سورية تتبع ناحية مركز حماة في منطقة مركز حماة في محافظة حماة. بلغ عدد سكانها 2434 نسمة في عام 2004 حسب إحصاء المكتب المركزي للإحصاء.

## وصلات خارجية
- الوحدات الإدارية في محافظة حماة نسخة محفوظة 18 أبريل 2019 على موقع واي باك مشين.